# Charlotte Goetschy-Bolognese
Pour les articles homonymes, voir Goetschy et Bolognese.
Charlotte Goetschy-Bolognese, née le 21 juillet 1990 à Mulhouse, est une femme politique française.

## Biographie
Charlotte Goetschy-Bolognese naît en 1990, elle est mariée et mère de deux enfants.
Elle est diplômée en comptabilité à Strasbourg et gère une entreprise de matériel de travaux publics, à Richwiller avec son mari et son père.
Elle est conseillère municipale de Brunstatt-Didenheim attachée à la communication,.
Elle est également présidente d'une association locale nommée « Les demoiselles de Brunstatt »,.
À la suite de la nomination d'Olivier Becht dans le gouvernement Élisabeth Borne, elle devient députée de la 5e circonscription du Haut-Rhin,,.
Elle rejoint le groupe Renaissance.
Olivier Becht reprenant ses fonctions, elle quitte l'Assemblée nationale le 11 février 2024.
Olivier Becht est réélu en juillet 2024 et elle est encore sa suppléante.